# Tyler Hicks
Tyler Portis Hicks (* 9. července 1969, São Paulo) je brazilský fotoreportér, který pracuje jako fotograf pro The New York Times. Se sídlem v Keni se věnuje zahraničním zprávám pro noviny s důrazem na konflikty a války.

## Životopis
Hicks byl přítomen během smrtícího útoku teroristů na nákupní centrum Westgate v Nairobi 21. září 2013. Když se zraněné oběti pokusily o útěk, vstoupil Hicks do nákupního centra a následoval keňskou armádu a policii, když pátrali po militantech Al-Shabaab. Za tuto práci mu byla v roce 2014 udělena Pulitzerova cena za fotografii a také Zlatá medaile Roberta Capy, kterou uděluje Overseas Press Club of America. V roce 2016 obdržel další Pulitzerovu cenu za zpravodajství o evropské migrační krizi, o kterou se podělil s Mauriciem Limou, Sergejem Ponomarevem a Danielem Etterem „za fotografie, které zachycovaly odhodlání uprchlíků, nebezpečí jejich cest a boj hostitelských zemí o jejich přijetí."
Hicks byl v roce 2007 jmenován novinářským fotografem roku podle Missouri School of Journalism 's Pictures of the Year International. V roce 2010 byly jeho fotografie z válek v Iráku a Afghánistánu spolu s válečnou korespondencí jeho kolegů Dextera Filkinse a C. J. Chiverse, s nimiž často spolupracoval, vybrány Newyorskou univerzitou mezi deset nejlepších prací žurnalistiky Desetiletí. Hicks obdržel cenu George Polka za zahraniční zpravodajství v roce 2011. 
Hicks byl dříve fotografem na volné noze se sídlem v Africe a na Balkáně a pracoval pro noviny v Severní Karolíně a Ohiu. Během referenda v roce 2011 působil v Sýrii, Libyi, Afghánistánu, Pákistánu, Indii, Iráku, Rusku, Bosně, Libanonu, Izraeli, Gaze, Čečensku a mnoha zemích Afriky, včetně Jižního Súdánu. V roce 1988 vystudoval Staples High School a pokračoval na Bostonské univerzitě obor komunikace, kde v roce 1992 získal titul v oboru žurnalistika. V roce 2011 se vrátil na Bostonskou univerzitu, aby přednesl zahajovací projev na College of Communication.
Hicks byl pohřešován 16. března 2011, když pro deník The New York Times dokumentoval revoluci v Libyi. The New York Times informovaly 18. března 2011, že Libye souhlasila s osvobozením Hickse, Anthonyho Shadida, Lynsey Addaria a Stephena Farrella. Hicks a jeho tři kolegové byli propuštěni 21. března 2011, šest dní poté, co byli zajati Kaddáfího silami.
Dne 16. února 2012 utrpěl novinář Anthony Shadid smrtelný astmatický záchvat, když s Hicksem dokumentoval občanské nepokoje v Sýrii. Hicks pomáhal přenášet mrtvé Shadidovo tělo přes hranici do Turecka.
Hicks se oženil 26. srpna 2017 v Kingsportu v Novém Skotsku s dokumentaristkou Claire Wardovou.